# Ярусадаг
Ярусада́г (рос. Ярусадаг) — гірська вершина у північно-східній частині Великого Кавказу. Знаходиться на півдні Дагестану Росії.